# Oblężenie Wrocławia (1945)

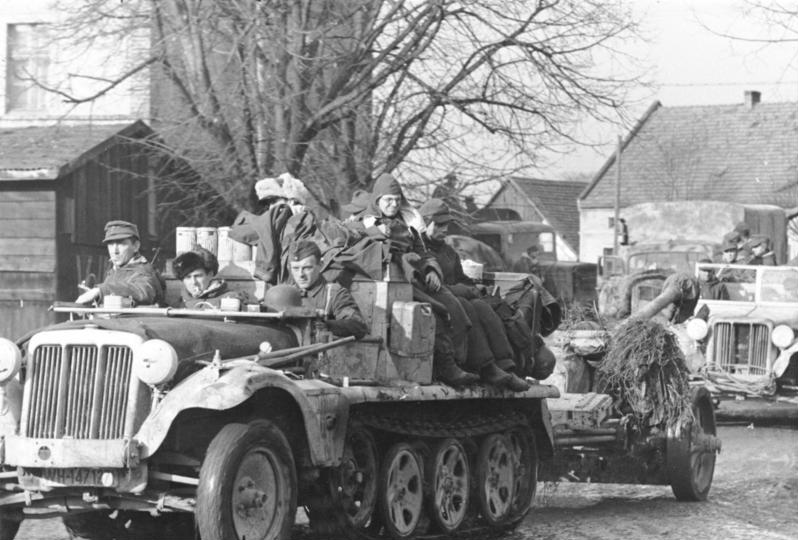
Niemieccy żołnierze we Wrocławiu w dniu 2 lutego 1945. Pojazd widoczny na zdjęciu, ciągnący armatę przeciwpancerną PaK 40, to Sd.Kfz.10

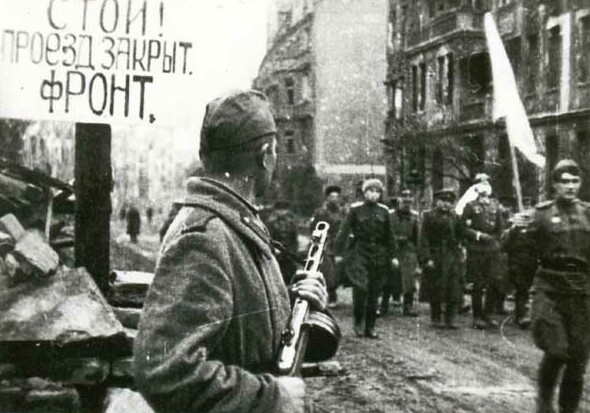
Niemieccy parlamentariusze udają się na rozmowy z dowództwem radzieckim w celu poddania Wrocławia, 6 maja 1945

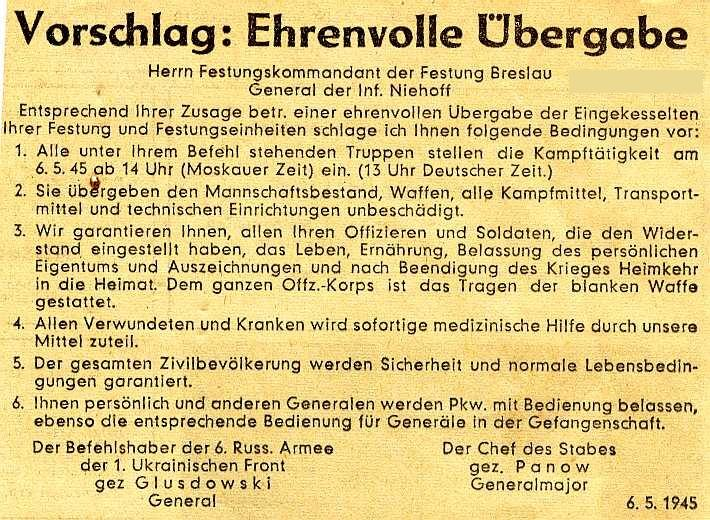
Warunki kapitulacji

Oblężenie Wrocławia – bitwa stoczona od 13 lutego do 6 maja 1945 we Wrocławiu i jego okolicach pomiędzy wojskami radzieckimi a niemieckimi. Jedna z ostatnich bitew II wojny światowej w Europie.

## Historia
W sierpniu 1944 r. władze III Rzeszy ogłosiły Wrocław twierdzą (niem. Festung Breslau) i zarządziły mobilizację wszystkich dostępnych sił i środków do jego obrony. Rozpoczęto budowę fortyfikacji oraz gromadzenie zapasów broni, amunicji, żywności i leków. Z miasta wywieziono archiwa, dzieła sztuki, a nawet usunięto z cokołów pomniki, np. Bismarcka.
Saper László Szállási z jednej z kompanii węgierskiego IX Samodzielnego Batalionu Saperów, który pełnił służbę w 1945 r. we Wrocławiu bez broni, wspominał:

Skierowano nas do robót przy umocnieniach obronnych. Pracę musieliśmy wykonywać w nocy, na bezpośrednim zapleczu frontu, który początkowo przebiegał skrajem miasta. (...) Wysłano nas w kierunku jednego z wiaduktów kolejowych i kazano nam zatarasować przejazd pod wiaduktem. (...) Wepchnęliśmy pod wiadukt kolejowy aż dwa wagony tramwajowe, które załadowaliśmy bryłami kostek brukowych, wyrwanych z jezdni. Na zerwanej części wiaduktu układaliśmy również takie brukowe kostki. (...) Po wykonaniu robót na tej barykadzie chodziliśmy na akcje, których celem było opróżnienie określonych obiektów z łatwopalnych materiałów. Polegało to na tym, że z wyznaczonych domów należało powyrzucać wszystkie przedmioty, które mogłyby dostarczyć strawy płomieniom. Nie czyniono przy tym wyjątku ani dla krzyży wiszących na ścianach, ani dla obrazów świętych w pomieszczeniach klasztornych. Następnie zwalaliśmy wszystko na kupę na ulicy lub na podwórzu i podpalaliśmy. W niektórych ścianach, na wysokości 25–30 cm nad podłogą, wycinaliśmy otwory strzelnicze, które miały ułatwić prowadzenie ostrzału. Niekiedy zaś robiliśmy w murach wyłom, a także wielokrotnie przebijaliśmy ściany piwnic, aby umożliwić szybszą i bezpieczniejszą komunikację w ukryciu.

W październiku 1944 r. radzieckie samoloty przeprowadziły pierwsze bombardowanie Wrocławia, w czasie którego zginęło 69 osób. W grudniu 1944 r. ówczesny komendant wojskowy Festung Breslau, generał Johannes Krause, zwrócił się do gauleitera Dolnego Śląska Karla Hankego z propozycją ewakuowania około 200 tysięcy osób – głównie matek z dziećmi i starców, ale Hanke nie zgodził się. Twierdził, iż nie chce siania defetyzmu. W styczniu 1945 r. na wizytę do Wrocławia przyjechał minister uzbrojenia Rzeszy Albert Speer. 17 i 18 stycznia 1945 lotnictwo Armii Czerwonej zbombardowało wrocławskie stacje kolejowe. 
19 stycznia 1945, na rozkaz gauleitera Hankego, dokonano przymusowej ewakuacji większości przebywającej w mieście ludności cywilnej. We Wrocławiu przebywało wówczas około miliona osób. Z powodu braku odpowiedniej ilości transportu, 20 stycznia wydano decyzję o pieszej ewakuacji. Z powodu zimna (około –20 °C), przemęczenia i chorób zmarło około 90 tysięcy osób. Pozostali zapełnili ulice Drezna na krótko przed nalotami dywanowymi.
Do niedawna nie wiadomo było, jak wyglądała ewakuacja banków wrocławskich w 1945 roku, co sprawiło, że powstało wiele legend na temat tzw. złota Wrocławia, którego po wojnie szukała bezpieka PRL. To, że instytucje finansowe działały w Festung Breslau niemal aż do kapitulacji, opisał dopiero w 2020 r. w książce-reportażu Tomasz Bonek, który dotarł do nieznanych dokumentów.
28 stycznia na rozkaz Hankego został rozstrzelany burmistrz Wrocławia Wolfgang Spielhagen. 3 lutego 1945 nowy dowódca Grupy Armii Środek, generał Ferdinand Schörner, zdjął ze stanowiska chorego Johannesa Krausego i mianował nowym dowódcą obrony generała Hansa von Ahlfena.

## Walki w mieście
Okrążenie i odcięcie w kotle we Wrocławiu wojsk niemieckich składających się z 4 Armii Pancernej oraz batalionów Volkssturmu i oddziałów Hitlerjugend w sile około 80 tys. żołnierzy nastąpiło 16 lutego 1945. Dokonały tego wojska 1 Frontu Ukraińskiego Armii Czerwonej dowodzone przez marszałka Iwana Koniewa. Następnego dnia dowództwo Armii Czerwonej wezwało załogę do poddania twierdzy i złożenia broni. Ponawiane jeszcze kilkakrotnie wezwanie do zaprzestania oporu pozostawało bez odpowiedzi. Wojskami oblegającymi Festung Breslau dowodził gen. Władimir Głuzdowski.
Przez dwa i pół miesiąca, od 13 lutego do 6 maja 1945, Wrocław był oblegany przez wojska 1 Frontu Ukraińskiego, dowodzonego przez marszałka Koniewa. Podczas ciężkich walk obie strony podpalały całe kwartały domów, a załoga twierdzy, siłami robotników przymusowych i cywili, wyburzyła połowę dzielnicy w okolicach dzisiejszego placu Grunwaldzkiego, by zbudować lotnisko zapasowe. Trudna sytuacja Wrocławia zmusiła Adolfa Hitlera do nadania miastu priorytetu dostaw. Przewidywane okrążenie miasta uniemożliwiało w czasie obrony zaopatrywanie go innymi drogami, niż tylko drogą powietrzną. Dowództwo Luftwaffe rozpoczęło prace koncepcyjne lotniczego zaopatrywania Wrocławia. Była to największa operacja niemieckich sił powietrznych w końcowym okresie wojny. Powołano specjalny sztab, który miał być bezpośrednio odpowiedzialny za zaopatrzanie Wrocławia drogami powietrznymi. Określono dobowe potrzeby zaopatrzeniowe na 40 ton. Była to krytycznie niska wartość dla utrzymania walorów obronnych twierdzy.
Na początku marca 1945 r. walki toczyły się w rejonie ul. Drukarskiej i ul. Komandorskiej, szybko koncentrując się także w okolicach pl. Pereca i ul. Grabiszyńskiej. Wraz z początkiem kwietnia rozpoczął się dobrze opisany w historiografii szturm na miasto od strony zachodniej. Głównym zadaniem było przejęcie lotniska na Gądowie Małym, które cały czas służyło obrońcom do przyjmowania dostaw i ewakuacji rannych. Już wcześniej dowództwo niemieckie zdecydowało się na zorganizowanie prowizorycznego lotniska we wschodnich (znacznie bezpieczniejszych) rejonach miasta. W tym celu zdecydowano się na wyburzenie ciągu budynków mieszkalnych w rejonie pl. Grunwaldzkiego i ul. Szczytnickiej. W pracach nad budową pasa startowego brali udział zarówno robotnicy przymusowi „Ausländerzy”, w tym spora grupa ludzi ze znakiem „P”, ale także niemiecka ludność cywilna.
1 kwietnia 1945 r. miało miejsce największe bombardowanie miasta przeprowadzone przez Armię Czerwoną. Poprzedzony propagandową zapowiedzią nalot na miasto stał się również początkiem nowej ofensywy. Na początku kwietnia najcięższe walki miały miejsce w rejonie Parku Zachodniego i przy ul. Inwalidzkiej, a linia frontu zaczęła ingerować w centralne części miasta. Niedługo po zajęciu lotniska walki trwały w rejonie Szczepina i Popowic. Na południu, walki toczyły na linii ul. Kamiennej, nie posuwając się w ogóle od czasu lutowo-marcowych prób zdobycia miasta. 
Pierwsze dostawy dotarły w nocy 15/16 lutego 1945 roku. Jednak od samego początku nie potrafiono osiągnąć założonych 40 ton zaopatrzenia na dobę. W kolejnych miesiącach, tj. w marcu i kwietniu, liczne problemy z paliwem, dostępnością samolotów i rosnącą przewagą oblegającej Armii Czerwonej ostatecznie doprowadzają do wyczerpania się możliwości obrony twierdzy. Od 15 lutego do 1 maja Luftwaffe przez 76 dni wykonała niemal 2 tysiące lotów i przywieziono do oblężonego miasta 1638 ton zapasów. 6 maja o godz. 9:00 wojska niemieckie zaprzestały walk, a głośnik w rejonie ulic Radosnej i Powstańców Śląskich przekazał radzieckiemu dowództwu prośbę o zawieszenie broni i rozpoczęcie rokowań. Do spotkania doszło u zbiegu tych samych ulic.

## Życie codzienne
W mieście funkcjonowała zorganizowana służba zdrowia. Powołano do życia lazarety znajdujące się w naziemnych schronach przy ul. Ładnej, ul. Ołbińskiej oraz przy pl. Strzegomskim. Od stycznia 1945 r. tworzono szpitale pomocnicze oraz szpitale wojskowe. W oblężonym mieście – w różnym okresie – działało trzynaście lub czternaście aptek, które pełniły regularne dyżury. Komendanci Festung Breslau na temat zabezpieczenia miasta w medykamenty pisali po wojnie: 

„bogate zapasy wszelkich środków sanitarno-medycznych stanowiły uspokajającą gwarancję przyszłych świadczeń, współdecydujących o sile oporu Wrocławia”

Zgromadzone w mieście medykamenty nie były jednak w stanie zaspokoić potrzeb mieszkańców. Zorganizowaną służbę zdrowia uzupełniała działalność zakonów.
16 stycznia 1945 r. zarekwirowano pojazdy cywilne, a 10 lutego 1945 r. wstrzymano ruch kolejowy. W mieście – praktycznie przez cały okres walk – działała poczta, możliwe było także wykonywanie połączeń telefonicznych oraz wysyłanie telegramów. W Festung Breslau aż do 31 marca 1945 r. kursowały tramwaje. W końcowej fazie II wojny światowej we Wrocławiu zmagazynowano zapasy żywności dla blisko miliona mieszkańców. Przydziały żywności były wystarczające, aż do końca oblężenia.

## Kalendarium
- noc z 3 na 4 lutego – pierwszy zmasowany ostrzał artyleryjski[16]
- 9 lutego – bombardowanie Starego Miasta[16]
- 10 lutego – wyłączenie systemu wczesnego ostrzegania w mieście[17]
- 11 lutego – w walkach nad Wrocławiem poległ gen. mjr Iwan Połbin, dowódca 6 Gwardyjskiego Korpusu Lotnictwa Bombowego[18]
- noc z 15 na 16 lutego – okrążenie Wrocławia przez wojska radzieckie
- 16 lutego – propozycja poddania miasta, złożona przez gen. Władimira Głuzdowskiego; odrzucona przez dowódcę Festung Breslau Hansa von Ahlfena[7]
- 17–21 lutego – zajęcie peryferyjnych osiedli i okolicznych wiosek: Żernik, Złotnik, Kleciny, Oporowa, Partynic, Ołtaszyna i Brochowa przez Armię Czerwoną
- 22 lutego – początek szturmu Wrocławia[16], natarcie 22 Korpusu 6 Armii w południowych rejonach miasta
- 22–26 lutego – opanowanie terenów do linii obecnych ulic: Armii Krajowej – Wiśniowa – plac Hirszfelda – Hallera[16]
- 23 lutego – rozpoczyna się wyburzanie budynków pod budowę lotniska w rejonie placu Grunwaldzkiego
- 8 marca – odwołanie Hansa von Ahlfena ze stanowiska dowódcy twierdzy, powołanie na to stanowisko Hermanna Niehoffa
- 10 marca – Hans von Ahlfen opuszcza miasto samolotem
- 14 marca – przeniesienie siedziby dowództwa twierdzy z bunkra na Wzgórzu Liebicha do piwnic biblioteki na Piasku
- 14 marca – Bolesław Drobner został mianowany prezydentem Wrocławia przez władze polskie
- 29 marca – przybycie 2 Armii Wojska Polskiego w okolice Wrocławia
- 1 kwietnia – drugi szturm Armii Czerwonej, natarcie 74 Korpusu Piechoty w zachodnich rejonach miasta, zdobycie lotniska na Gądowie Małym
- 1 kwietnia – wieczorem 750 samolotów radzieckich dokonało masowego bombardowania Wrocławia
- 4 kwietnia – przegrupowanie 2 Armii Wojska Polskiego spod Wrocławia nad Nysę Łużycką
- 8 kwietnia – gen. Niehoff dowodzący obroną Wrocławia otrzymał od Hitlera rozkaz specjalny dotyczący obrony[19]
- 12 kwietnia – rozkaz Hitlera nakazujący obronę Wrocławia do ostatniego człowieka
- 30 kwietnia – w podziemnym bunkrze w Berlinie samobójstwo popełnia Adolf Hitler
- 3 maja – do Wrocławia przywieziono antyfaszystów z Narodowego Komitetu Wolne Niemcy[8]
- 4 maja – pierwsze wstępne rozmowy przedstawicieli walczących stron w sprawie zakończenia walk
- 5 maja – radziecka artyleria intensywnie ostrzeliwuje Śródmieście Wrocławia; tego dnia na pozycje niemieckie atak przeprowadził 80-osobowy oddział antyfaszystów, dowództwo Armii Czerwonej wystosowało kolejne ultimatum do dowództwa twierdzy w sprawie bezwarunkowej kapitulacji
- 5 maja – radziecka artyleria intensywnie ostrzeliwuje Śródmieście Wrocławia; w tym dniu dowództwo Armii Czerwonej wystosowało ultimatum do dowództwa twierdzy w sprawie bezwarunkowej kapitulacji
- 6 maja 5:30 – ucieczka z Wrocławia w przebraniu gauleitera Hankego samolotem zwiadowczym[20]
- 6 maja 9:00 – załoga twierdzy Breslau zaprzestała oporu
- 6 maja przed południem – gen. Niehoff wysyła parlamentariuszy w celu omówienia warunków kapitulacji[8]
- 6 maja 15:00 – Niehoff przyjął radzieckich oficerów w podziemiu ówczesnej Biblioteki Uniwersyteckiej na Piasku i rozpoczął z nimi rozmowy
- 6 maja 18:30 – podpisanie kapitulacji armii niemieckiej miało miejsce w kwaterze 22 Korpusu Piechoty Armii Czerwonej, mieszczącej się w willi Colonia przy ul. Rapackiego 14 na Krzykach[8]
- 7 maja – w Moskwie oddano 24 salwy armatnie po zdobyciu Wrocławia[20]
- 9 maja – na lotnisku w Pilczycach pod Wrocławiem odbyła się defilada żołnierzy 6 Armii i polskiej 10 Dywizji Piechoty[18]

## Kapitulacja
4 maja 1945 r. w dowództwie twierdzy została przyjęta delegacja duchowieństwa. 6 maja Gauleiter Karl Hanke opuścił Festung Breslau. Tego samego dnia, począwszy od godziny 9 rano wojska niemieckie zaprzestały walk. Dowódca twierdzy, gen. Hermann Niehoff, najpierw wysłał parlamentariuszy w sprawie kapitulacji wojsk niemieckich, 
a popołudniu 6 maja udał się osobiście na stanowisko dowodzenia gen. Głuzdowskiego mieszczące się w willi Colonia. Tam w godzinach wieczornych w obecności gen. Władimira Głuzdowskiego i szefa sztabu armii gen. Fiodora Kuliszewa podpisał akt bezwarunkowej kapitulacji. Wrocław skapitulował jako jedno z ostatnich miast niemieckich, cztery dni po zdobyciu Berlina, dwa dni przed podpisaniem przez Niemcy ogólnej kapitulacji.  
Generał Głuzdowski gwarantował jeńcom opiekę medyczną, zachowanie własności osobistej oraz natychmiastową repatriację po zakończeniu wojny. Żadna z obietnic nie została spełniona. Większość jeńców trafiła do sowieckich łagrów, skąd wielu z nich (być może nawet połowa) nigdy nie wróciło.
Bilans strat we Wrocławiu to szacowana na ponad 700 tysięcy liczba cywilów zmuszonych przez władze niemieckie do opuszczenia miasta. Śmierć poniosło 6 tysięcy żołnierzy, 23 tysiące zostało rannych, wśród nawet 80 tys. cywilów, którzy zginęli podczas oblężenia miasta, było też 3 tysiące samobójców. Kolejne 90 tys. cywilów zginęło w czasie ewakuacji. Zniszczone w mieście budynki obróciły się w 18 milionów metrów sześciennych gruzu. Straty wojsk sowieckich wyniosły ok. 65 tys. ludzi, w tym ok. 8 tys. zabitych.